# František Štambacher
František Štambacher oder Štambachr (* 13. Februar 1953 in Čebín bei Kuřim) ist ein ehemaliger tschechoslowakischer Fußballspieler.

In Tschechien hörte er auch auf den Kosenamen „Štambi“. Er galt als auf nahezu allen Positionen einsetzbarer Mittelfeld-Allrounder, vorzüglich war er auf der Linksbahn und im defensiven Mittelfeld tätig.

## Karriere

### Vereine
František Štambacher spielte in seiner Jugend für Sokol Čebín und KPS Brno. 1972 wechselte er zu Dukla Prag (heute Marila Příbram), dem er 12 Jahre treu blieb. Für Dukla absolvierte er 292 Erstligaspiele, in denen er 31 Tore schoss und 13 UEFA-Pokalspiele, wo er 3 Mal traf.

1977, 1979 und 1982 wurde er Tschechoslowakischer Meister, 1981 und 1983 Pokalsieger. Er spielte am Ende seiner Karriere in Griechenland für AEK Athen (7/1984–12/1984) und Apollon Athen (12/1984–6/1985).

### Nationalmannschaft
Für die Tschechoslowakei absolvierte Štambacher 31 Spiele, in denen er 5 Tore schoss. Bei der Europameisterschaft 1976 kam er nicht zum Einsatz, durfte sich aber zuletzt als Europameister feiern. Zur nächsten Europameisterschaft 1980 trug er mit seinen 2 Einsätzen zum 3. Platz der Tschechoslowakei bei.

Im selben Jahr war er Mitglied der Olympiaauswahl seines Landes bei den Olympischen Spielen in Moskau, die sich mit der Goldmedaille krönte. Im Finale verhalf seine schöne Vorlage dem soeben eingewechselten Mitspieler Jindřich Svoboda zum 1:0-Endstand gegen die DDR.

Zwei Jahre später nahm er an der Weltmeisterschaft 1982 teil und erhielt einen Einsatz, seine Mannschaft aber schaffte es nicht über die Gruppenphase hinaus.

## Trivia
Heute (Stand September 2006) betreibt er ein Fitnesscenter in Prag.